# جوديلييف موكاساراسي
جوديلييف موكاساراسي (بالإنجليزية: Godeliève Mukasarasi)‏ (من مواليد 1959) هي عاملة اجتماعية رواندية، وناجية من إحدى حوادث الإبادة الجماعية، وناشط في مجال التنمية الريفية. حصلت موكاساراسي في عام 2018 على جائزة نساء الشجاعة الدولية.

## خلفية عن حياتها ونشاطها
وُلدت موكاساراسي في غيتاراما بمقاطعة موهانجا، حيث ذهبت للعمل كعاملة اجتماعية. أسست موكاساراسي في أعقاب الإبادة الجماعية في رواندا عام 1994 مجموعة تسمى سيفوتا SEVOTA، وهي مجموعة دعم لمساعدة الأرامل والأيتام على تعزيز حقوقهم الاجتماعية والاقتصادية. تشدد المنظمة على إنشاء «أماكن آمنة» لمساعدة الناجين والتأهيل البدني للأطفال، ومقرها في بلدية طابا.
في عام 1996، قُتل زوجها إيمانويل روداسينغوا وابنته على يد عصابة مسلحة. أرجعت موكاساراسي في شهادتها أمام لجنة محققي حقوق الإنسان الهجوم إلى الهوتو الذي عاد مؤخرًا من زائير، ردًا على محادثات زوجها مع ممثلي المحكمة الجنائية الدولية لرواندا. تعرّضت موكاساراسي للترهيب، لكنها وجدت أربعة أشخاص كانوا على استعداد للشهادة من أجلها. حصلت موكاساراسي على جائزة نساء الشجاعة الدولية في عام 2018 لهذا العمل وغيره من الأعمال.

## تكريمها
فازت أعمال موكاساراسي بجوائز وطنية ودولية أخرى. حصلت في أكتوبر 1996 على جائزة إبداع المرأة في الحياة الريفية من مؤسسة القمة العالمية للنساء، كما حصلت على جائزة زامبازاماريفا فينيراندا Nzambazamariya Vénéranda، وهي جائزة رواندية تُمنح للأشخاص الذين يروجون لصورة إيجابية للنساء. وفي عام 2004، حصلت على جائزة جون همفري للحرية من المركز الدولي لحقوق الإنسان والتنمية الديمقراطية، والتي جاءت بمنحة نقدية بقيمة 30000 دولار كندي، وسمحت لمكاساراسي بالذهاب في جولة نقاش في كندا لترويج عملها. قالت كاثلين ماهوني، رئيسة مجلس إدارة المركز في بيان صحفي "من خلال شجاعتها وحماستها والتزامها الثابت، نجحت موكاساراسي في كسب ثقة ضحايا الاغتصاب والعنف الجنسي، وخاصةً النساء اللواتي أُصبن بفيروس نقص المناعة البشرية -الإيدز، وكذلك في كسر الصمت ومساعدة هؤلاء النساء من أجل الحصول على العدالة.
أشادت أودينا ديتروتشيرز بموكاساراسي في مجلس العموم الكندي نيابةً عن كتلة كيبيكي بـ«دورها الرئيسي في كسر الصمت وتوثيق جرائم العنف الجنسي للمحكمة الجنائية الدولية لرواندا».